# Nooitgedacht (cheval)
Pour les articles homonymes, voir Nooitgedacht.
Le Nooitgedacht (afrikaans : Nooitgedachter) est une race de petits chevaux de selle, originaire d'Afrique australe. Il s'agit d'une race rare, employée en équitation de loisir.

## Histoire
En afrikaans, ces chevaux sont nommés Nooitgedachter ou Nooitgedachtperd.
La race trouve son origine dans une entreprise de caractérisation des chevaux sud-africains, menée à partir de la fin de l'année 1947. En décembre 1951, le poney Basuto est choisi par le département de l'agriculture sud-africain pour ses qualités d'adaptation et de rusticité.
Le Nooitgedacht est une race créée de façon artificielle dans la ferme expérimentale de Nooitgedacht, au Sud-Est du Transvaal, à laquelle la race doit son nom (Nooitgedacht, signifie « jamais imaginé »), en premier lieu à partir du poney Basuto. Des croisements sont menés pour obtenir un animal adapté aux conditions climatiques locales. L'étalon fondateur du Nooitgedacht, Vonk, est un Basuto à l'origine de tous les Nooitgedachter actuels. Des croisements sont également pratiqués avec le cheval arabe, des demi-sang arabes et le Boer. L'étalon Nooitgedachter nommé Mac, né en 1958 a eu une influence considérable sur le développement de la race.
Une association de la race est créée en 1968, mais le Nooitgedacht n'est officiellement reconnu en Afrique du Sud que huit ans plus tard, en 1976. En mars 1977, la ferme de Nooitgedacht organise une vente publique d'animaux qui permet à la race de se répandre. La sélection de la race passe entièrement entre les mains de l'association d'éleveurs, qui compte 60 membres en 1979.

## Description
C'est un petit cheval de selle élégant, mais solide, compact et porteur, avec une ossature qualiteuse. La taille doit être comprise entre 1,38 m et 1,63 m. Les pieds sont très solides et ne demandent généralement pas de ferrure. Le dos est court, l'épaule bien formée.
La robe est généralement grise, baie, alezane ou rouanne. Les robes pie et tachetées sont interdites.
Le Nooitgedacht est rustique et ne demande que peu d'entretien.
Intelligent, il est doté d'un excellent tempérament. De bonne composition, il est affectueux envers les personnes.
Le Nooitgedacht a fait l'objet d'une étude visant à déterminer la présence de la mutation du gène DMRT3 à l'origine des allures supplémentaire : l'étude de 14 sujets a permis de détecter la présence de cette mutation chez 21,4 % d'entre eux, ainsi que de confirmer l’existence de chevaux avec des allures supplémentaires parmi la race.

## Utilisations
Son endurance en tant que cheval de selle est appréciée. Il est monté en saut d'obstacles, gymkhana, et en équitation de loisir.
Il excelle également au jeu de polo. Il est employé souvent dans les réserves pour patrouiller dans les secteurs dangereux.

## Diffusion de l'élevage
Avec 400 individus recensés, la race est considérée comme rare. L'étude menée par l'université d'Uppsala, publiée en août 2010 pour la FAO, le signale comme une race régionale transfrontière de l'Afrique, en danger d'extinction.